# Gyrtona demaculata
Gyrtona demaculata là một loài bướm đêm trong họ Noctuidae.